# Monastyrskij (rejon miedwieński)
Monastyrskij (ros. Монастырский) – chutor w zachodniej Rosji, w sielsowiecie niżnierieutczanskim rejonu miedwieńskiego w obwodzie kurskim.

## Geografia
Miejscowość położona jest nad Rieutem (lewy dopływ Sejmu), 6 km od centrum administracyjnego sielsowietu (Niżnij Rieutiec), 7 km na południe od centrum administracyjnego rejonu (Miedwienka), 41 km na południe od Kurska, 2 km od drogi magistralnej (federalnego znaczenia) M2 «Krym».
W chutorze znajduje się 17 posesji.
Klimat
Miejscowość, jak i cały rejon, znajduje się w strefie klimatu kontynentalnego z łagodnym ciepłym latem i równomiernie rozłożonymi opadami rocznymi (Dfb w klasyfikacji klimatów Köppena).

## Demografia
W 2010 r. chutor zamieszkiwało 5 osób.